# Windopzet
Windopzet (ook wel windeffect of stormeffect genoemd) is de verhoging van de waterstand aan zee of in een meer doordat de wind het water één kant op blaast. Doordat de wind over het wateroppervlak strijkt oefent de wind een schuifkracht uit op het water. Deze kracht wil het water laten stromen (windgedreven stroming). Echter, als deze stroming tegen een oever aankomt, gaat de waterstand bij de oever omhoog en creëert zo een hydrostatische tegenkracht die in evenwicht is met de schuifkracht.
Windopzet tijdens storm wordt meestal stormvloed genoemd. De opzet boven het normale getij tijdens een stormvloed in Nederland kan ca. 3 m bedragen. De opzet door cyclonen kan wel oplopen tot 5 m. Met name als het water opgestuwd wordt in een ondiep  trechtervormig gebied kan dit tot grote opzet leiden.

## Waarneming

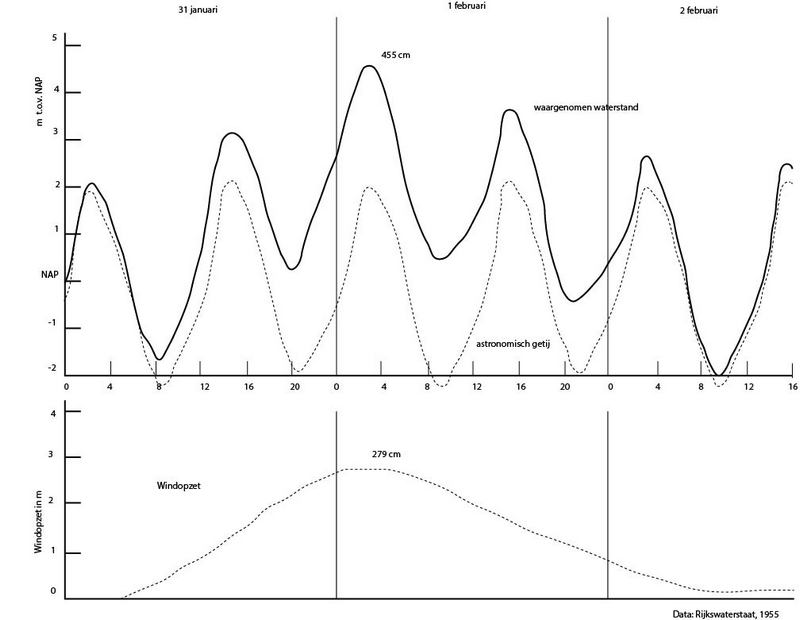
Waarneming windopzet in Vlissingen in 1953

Bij een meer is de afwijking van de waterstand meestal de windopzet. Vooral bij een meer met een goed beheerst streefpeil is de windopzet goed waar te nemen. Door deze te vergelijken met de wind over het meer kan de relatie tussen windsnelheid, waterdiepte en strijklengte goed bepaald worden. Met name in het IJsselmeer kan dat goed, omdat de waterdiepte daar vrij constant is.
Meestal kan aan zee de windopzet niet direct worden waargenomen, omdat de waargenomen waterstand een combinatie is van het getij en de windopzet. Dan moet van de waargenomen waterstand het (berekende) astronomische getij worden afgetrokken. Zie bijgaande figuur van de stormvloed van 1953 voor het station Vlissingen. In Vlissingen werd in 1953 de hoogste waterstand (aan de kust) waargenomen, maar niet de hoogste windopzet  (die was daar 2,79 meter). De hoogste windopzet aan de kust was in 1953 in Scheveningen (3,52 m). Overigens was de hoogst waargenomen windopzet in 1953 bij Dintelsas. De opzet was daar 3,63 m.

## Berekening van de windopzet
Op basis van het evenwicht tussen de schuifspanning door de wind op het water en de hydrostatische tegendruk is de volgende vergelijking op te stellen:
{\displaystyle {\frac {dh}{dx}}={\frac {\kappa u^{2}\cos \phi }{gh}}}
waarin:
h = waterdiepte
x = afstand
u= windsnelheid
{\displaystyle \kappa =c_{w}{\frac {\rho _{lucht}}{\rho _{water}}}}
{\displaystyle \phi } = hoek van de wind ten opzichte van de kust
g  = versnelling van de zwaartekracht
cw heeft een waarde tussen 0,8*10-3 en 3,0*10-3

### open kust
Voor een open kust leidt dit tot:
{\displaystyle \Delta h={\sqrt {2\kappa {\frac {u^{2}}{g}}F\cos \phi +h^{2}}}-h}
waarin
Δh = windopzet
F = strijklengte, dit is de afstand die de wind over het water blaast
Deze formule kan vaak niet worden toegepast, omdat bij open kusten het probleem niet eendimensionaal is, en bovendien de waterdiepte niet constant is. In dat geval zal men de hierboven genoemde differentiaalformule numeriek in een een- of tweedimensionaal rooster moeten oplossen. Deze methode, gecombineerd met ervaringscijfers, wordt in Nederland gebruikt om de windopzet langs te kust te voorspellen bij verwachte stormen.

### voor een meer

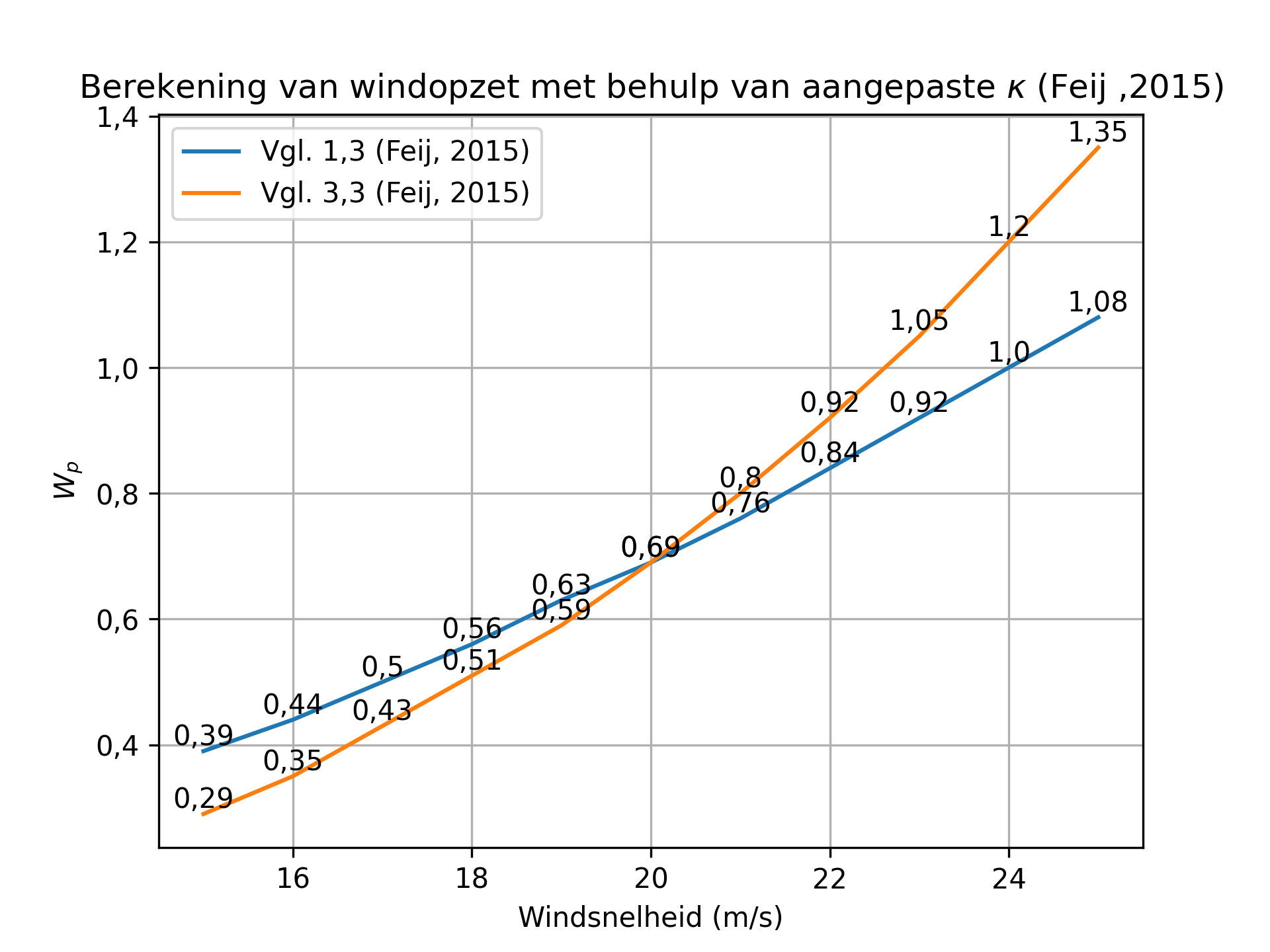
Grafiek op basis van de data van Feij (2015) voor de berekening van Windopzet in een meer.

De oplossing van de differentiaalvergelijking voor een meer is:
{\displaystyle \Delta h=0,5\kappa {\frac {u^{2}}{gh}}F\cos \phi }           (Vgl. 1.3)
Door de Deltacommissie is in 1966 geadviseerd om voor Nederlandse condities voor κ een waarde van 3,8*10-6 aan te houden. Een analyse van meetgegevens van het IJsselmeer van 2002 t/m 2013 heeft een betrouwbare nieuwe waarde voor κ opgeleverd, nl κ = 2,2*10-6.
Uit dit onderzoek volgde overigens ook dat bij hogere windsnelheden de formule een onderschatting geeft, daarom is voorgesteld om de exponent van de windsnelheid te verhogen van 2 naar 3 en verder κ=1,7*10-7 te gebruiken (dit is vergelijking 3.3 uit de studie van Feij).
Uit de analyse bleek dat deze formule de windopzet op het IJsselmeer met een nauwkeurigheid van ca. 15 cm kan voorspellen.

## Opmerking
Windopzet moet niet verward worden met golfoploop (het oplopen van de tong van een golf op een talud) of met golfopzet (een verhoging van de waterstand door brekende golven).